# Castell'Alfero
Castell'Alfero (Castel Alfé in piemontese) è un comune italiano di 2 604 abitanti della provincia di Asti, nel territorio storico dell'Astesana  in Piemonte.
Fa parte della Comunità collinare Monferrato Valleversa.

## Storia
Le origini di Castell'Alfero risalgono a tempi più antichi dell'occupazione romana, tuttavia il nome dell'attuale località risale certamente al Medioevo. Il "Castrum Alferii" citato nel Codex Astensis, un vero e proprio castello, passò sotto il dominio di Asti fra il 1159 ed il 1189 tale rimase per secoli, pur con alterne vicende, tra le quali spiccano le guerre di successione per il Monferrato, che nel 1616 portarono al saccheggio e alla distruzione di Castell'Alfero ad opera dei soldati del duca di Mantova, in guerra contro i Savoia che cercavano di espandere a est i loro domini.
Il paese subì nuovi saccheggi nel 1705 quando, durante la Guerra di successione spagnola, fu occupato da un reggimento di cavalleria francese.
In seguito al Trattato di Utrecht l'intera regione tornò in pace e attorno al 1730, durante la signoria dei conti Amico, feudatari dei Savoia, il castello fu profondamente modificato e adattato a dimora signorile su progetto dell’architetto regio Benedetto Alfieri, mentre la sontuosa decorazione pittorica si deve a Gerolamo Mengozzi, già collaboratore di Giambattista Tiepolo.
Estintasi la famiglia Amico nel 1832, la proprietà dell'edificio passò agli Arborio Mella, poi agli Ottolenghi di Asti ed infine al Comune, che nel 1905 lo acquistò per 64.000 lire e ne fece la propria sede.
Oggi quell'edificio ospita, oltre all'amministrazione comunale, il Museo 'L Ciar, una raccolta di testimonianze del passato comprendente oggetti, attrezzi e giocattoli dell'Ottocento e del Novecento.

### Simboli
Lo stemma e il gonfalone del comune di Castell'Alfero sono stati concessi con decreto del presidente della Repubblica del 17 gennaio 1991.
Lo stemma deriva da quello dei conti Amico di Castell'Alfero, feudatari del territorio comunale per circa 200 anni, il cui scudo era accompagnato dal motto Usque ad cineres ("[Amico] fino alla morte").

## Monumenti e luoghi d'interesse
- Chiesa parrocchiale dei Santi Pietro e Paolo

- Chiesa della Madonna della Neve
- Museo etnografico 'L Ciar situato all'interno del Castello[8]

Come i vicini comuni di Calliano e Portacomaro, il centro storico si caratterizza per la presenza di un recinto fortificato non limitato al solo castello, ma che comprende anche alcune abitazioni, assimilabile ad un ricetto, tipico dell'architettura del Medioevo in Piemonte.

## Società

### Evoluzione demografica
Abitanti censiti

### Etnie e minoranze straniere
Secondo i dati ISTAT al 31 dicembre 2017 la popolazione straniera residente era di 146 persone. Le nazionalità maggiormente rappresentate in base alla loro percentuale sul totale della popolazione residente erano:
- Albania 38 1,402%
- Romania 47 1,735%

## Cultura

### Manifestazioni
- Gianduja al sò pais (gennaio-febbraio), avvio del carnevale Piemontese con Gianduja e Giacometta della Famija Turineisa
- Viviverde, rassegna agricola. Si svolge ogni anno il 25 aprile
- Sulle orme di Gianduja (inizio luglio), rassegna teatrale in lingua piemontese
- Bandiere e Fantasia, gara tra gruppi di sbandieratori e musici organizzata nel periodo estivo dal locale Comitato Palio
- Festa Patronale (week end della prima domenica di settembre)
- Castelli Aperti, visite guidate al castello dei Conti Amico ed al Museo 'l Ciar (da maggio ad ottobre ogni 15 gg)
- Sagra del Fritto Misto, a Callianetto (giugno)
- Musica nelle Pievi, nella chiesa romanica Madonna della neve (prima domenica di agosto)
- Bondì Tomà, Serata per ricordare Carlo Artuffo, grande fantasista, attore del teatro piemontese nato ad Asti nel 1885 e morto a Trofarello nel 1958.
- Strenne a Castello, mercatini natalizi.

### Castell'Alfero al Palio di Asti
Castell'Alfero partecipa al Palio di Asti dal 1989. È una festa che affonda le radici nel medioevo per celebrare il santo patrono astigiano San Secondo e culmina con una corsa con cavalli montati a pelo (cioè senza sella), che si svolge ogni prima domenica di settembre nella centrale piazza Alfieri di Asti. Castell'Alfero ha vinto la corsa consecutivamente nel 1997 e nel 1998.
Nel 1997 gli sbandieratori di Castell'Alfero si sono aggiudicati il Palio degli Sbandieratori di Asti (il cosiddetto "Paliotto") stabilendo un doppio record: per la prima volta un Comune ha vinto il Paliotto e, nello stesso anno, anche il Palio.

## Amministrazione
Di seguito è presentata una tabella relativa alle amministrazioni che si sono succedute in questo comune.
| Periodo        | Periodo        | Primo cittadino  | Partito                   | Carica  | Note   |
| -------------- | -------------- | ---------------- | ------------------------- | ------- | ------ |
| 12 giugno 1985 | 18 giugno 1990 | Elio Calosso     | Democrazia Cristiana      | Sindaco | [ 10 ] |
| 18 giugno 1990 | 24 aprile 1995 | Luciano Avidano  | lista civica              | Sindaco | [ 10 ] |
| 24 aprile 1995 | 14 giugno 1999 | Luciano Avidano  | lista civica              | Sindaco | [ 10 ] |
| 14 giugno 1999 | 14 giugno 2004 | Angelo Marengo   | lista civica              | Sindaco | [ 10 ] |
| 14 giugno 2004 | 8 giugno 2009  | Angelo Marengo   | lista civica              | Sindaco | [ 10 ] |
| 8 giugno 2009  | 26 maggio 2014 | Fernando Tognin  | lista civica              | Sindaco | [ 10 ] |
| 26 maggio 2014 | 27 maggio 2019 | Angelo Marengo   | lista civica In cammino   | Sindaco | [ 10 ] |
| 27 maggio 2019 | 8 giugno 2024  | Elisa Amerio     | lista civica In cammino   | Sindaco | [ 10 ] |
| 9 giugno 2024  | in carica      | Giancarlo Fasano | lista civica Rinnoviamoci | Sindaco | [ 10 ] |

### Gemellaggi
- Lafrançaise